# آرمین گورتس
آرمین گورتس (آلمانی: Armin Görtz؛ زادهٔ ۳۰ اوت ۱۹۵۹) بازیکن فوتبال اهل آلمان بود.
از باشگاه‌هایی که در آن بازی کرده‌است می‌توان به باشگاه فوتبال هرتابرلین، باشگاه فوتبال اف‌اس‌وی فرانکفورت، باشگاه فوتبال آینتراخت فرانکفورت، و باشگاه فوتبال کلن اشاره کرد.
وی همچنین در تیم ملی فوتبال آلمان بازی کرده‌است.
وی در مسابقات کشوری و بین‌المللی در مجموع برندهٔ ۱ مدال برنز شده‌است.